# Netelia ermolenkoi
Netelia ermolenkoi là một loài tò vò trong họ Ichneumonidae.